# チャールズ・アボット (天文学者)

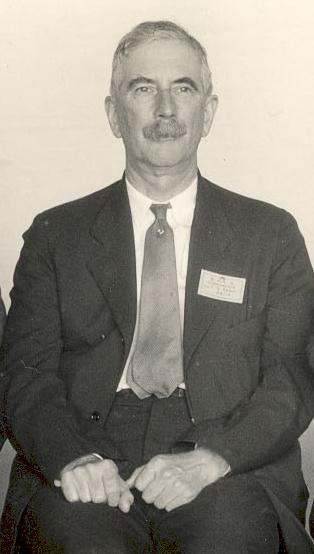
1934年の第9回航空工学研究会議でのアボット

チャールズ・グリーリー・アボット（英: Charles Greeley Abbot、1872年5月31日 - 1973年12月17日）は、アメリカ合衆国の天文学者である。太陽放射の研究を行い、太陽定数の測定精度を高めた。スミソニアン協会の第5代会長を務めた。
ニューハンプシャー州のウィルトンに生まれた。マサチューセッツ工科大学で物理化学を学んだ後、天文学の経験はなかったが実験の技術をかわれ1895年にサミュエル・ラングレーの助手となった。ラングレーが航空の分野で活動を始めると太陽観測の責任者となり、1906年にラングレーが没するとスミソニアン天文台の所長となり、チャールズ・ウォルコットが没した1928年から1944年までスミソニアン協会の会長を務めた。
会長時代にはライト兄弟の弟オーヴィル・ライトと面談し、ライトフライヤー号をアメリカに戻すよう要請した。その後オーヴィルは要請を受け入れ、1948年12月17日にワシントン国立博物館でライトフライヤー号の展示が始められた。
太陽放射の研究を行い、1909年に放射計を開発し太陽定数の測定精度を高めた。
1910年にヘンリー・ドレイパー・メダル、1915年に米国芸術科学アカデミーからランフォード賞を受賞した。